# Мурата (футбольний клуб)
Мурата (італ. Società Sportiva Murata R. S. M.) — футбольний клуб із Сан-Марино, виступає у Чемпіонаті Сан-Марино. Представляє однойменне село. Клуб заснований у 1966 році.
У 2006 році клуб здобув перемогу в чемпіонаті і в наступному сезоні повторив успіх. УЄФА вирішив вперше включити клуб із Сан-Марино у розіграш Ліги Чемпіонів 2007-08.

## Досягнення
- Чемпіон Сан-Марино (3): 2006, 2007, 2008

- Кубок Титанів (3): 1997, 2007, 2008

- Суперкубок Сан-Марино з футболу (3): 2006, 2008, 2009